# Carlo Piombo
Carlo Piombo (Pontecchio Polesine, 16 giugno 1943) è un politico italiano.

## Biografia
Nato a Pontecchio Polesine, ha lavorato nel campo delle bonifiche, ricoprendo anche la carica di direttore del Consorzio Polesine Adige Canalbianco.
Esponente della Democrazia Cristiana, ha ricoperto la carica di consigliere comunale a Rovigo a partire dagli anni ottanta. Dal maggio 1987 al luglio 1990 è stato sindaco della città. Rieletto consigliere nel 1990, si è ritirato dall'attività politica al termine della consiliatura nel 1994.
È stato tra i fondatori dell'Orchestra Regionale Filarmonia Veneta. Ha all'attivo varie pubblicazioni tecniche in materia di bonifiche e politiche idraulico-agrarie, e alcune opere di narrativa.